# Loxostigma mekongense
Loxostigma mekongense là một loài thực vật có hoa trong họ Tai voi. Loài này được (Franch.) B.L. Burtt mô tả khoa học đầu tiên năm 1958.